# 南撖东岳庙
南撖东岳庙位于中国山西省翼城县隆化镇南撖村，2006年被列为第六批全国重点文物保护单位。
南撖东岳庙坐北朝南，占地2660平方米，现存戏台、献殿、正殿及两侧的耳殿和廊房等建筑，其中献殿和正殿为元代建筑，余为清代建筑。献殿面阔三间，进深二间，悬山顶，斗栱为四铺作单下昂，梁架结构为四椽栿通檐用二柱。正殿面阔三间，进深二间，悬山顶，前檐设廊，斗栱为五铺作双下昂，梁架结构为三椽栿前劄牵通檐用三柱。